# Jack Owen
Jack Owen (New York, 6. prosinca 1967.) američki je gitarist i jedan od osnivača death metal-sastava Cannibal Corpse. Napustio ga je 2004. i pridružio se američkom death metal-sastavu Deicide koji je napustio 2016. Od 2017. je gitarist death/groove metal-sastava Six Feet Under.

## Diskografija
Cannibal Corpse (1988. – 2004.)
- Cannibal Corpse (1989., demo)
- Eaten Back to Life (1990.)
- Butchered at Birth (1991.)
- Tomb of the Mutilated (1992.)
- Hammer Smashed Face (1993., EP)
- The Bleeding (1994.)
- Vile (1996.)
- Gallery of Suicide (1998.)
- Bloodthirst (1999.)
- Live Cannibalism (2000., koncertni album)
- Gore Obsessed (2002.)
- Worm Infested (2003., EP)
- 15 Year Killing Spree (2003., kompliacijski album)
- The Wretched Spawn (2004.)

Deicide (2004. – 2016.)
- The Stench of Redemption (2006.)
- Till Death Do Us Part (2008.)
- To Hell with God (2011.)
- In the Minds of Evil (2013.)

Six Feet Under (2017. – danas)
- Nightmares of the Decomposed (2020.)